# Caroline Rémy de Guebhard

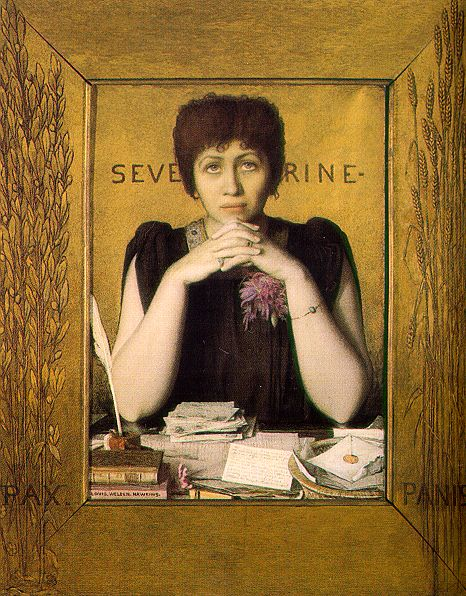
Caroline Rémy (Séverine), Porträt von Louis Welden Hawkins aus 1895

Caroline Rémy de Guebhard, auch bekannt als Séverine oder Madame Séverine (* 27. April 1855 in Paris; † 24. April 1929 in Pierrefonds) war eine französische Sozialistin, Journalistin und Feministin.

## Leben

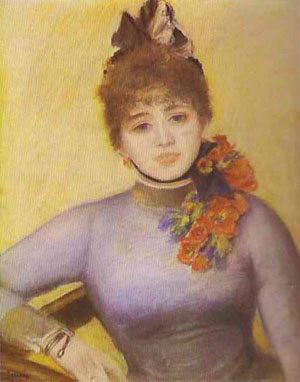
Caroline Rémy, Gemälde von Renoir

Um 1880 begann Caroline Rémy bei Jules Vallès’ sozialistischer Publikation „Cri du Peuple“ unter dem Pseudonym „Séverine“ mitzuarbeiten. Vallès gab ihr schließlich wegen seines schlechten Gesundheitszustandes die Kontrolle über die Zeitung. Als ihre Ansichten immer streitbarer wurden, freundete sie sich mit ihrer journalistischen und feministischen Kollegin Marguerite Durand an, doch nach einer Auseinandersetzung mit dem Marxisten Jules Guesde verließ sie 1888 die Zeitung. Sie schrieb weiterhin Artikel, in denen sie die Emanzipation forderte und soziale Ungerechtigkeiten jeglicher Art, einschließlich der Dreyfus-Affäre, anprangerte. Im Jahre 1897 begann sie für Durands feministische Tageszeitung „La Fronde“ zu arbeiten.
Es gelang ihr, die Form des Interviews zu modernisieren, sodass das direkte Interview einem lebendigen Dialog glich. Als erste Reporterin stieg sie in ein Bergwerk hinab.
Ab 1900 sympathisierte sie mit der Bewegung der Suffragetten. Sie setzte sich mit Überzeugung für Schwache und Unterdrückte ein, unterstützte die Russische Revolution von 1917 und sympathisierte ab 1918 mit dem französischen Sozialismus und ab 1920 auch dem Kommunismus. Sie trat 1921 der Kommunistischen Partei bei, distanzierte sich aber bald wieder und beendete ihre Parteimitgliedschaft nach wenigen Jahren, um dem Bündnis für Menschenrechte mehr Zeit zu widmen wollte. 
1923 schrieb sie den Leitartikel für die neugegründete Paris-Soir von Eugène Merle, und warb für die Zeitung als unabhängiges Medium ohne Hintermänner. Diese Form der Unabhängigkeit sah sie auch als essentiell für den Journalismus insgesamt.
Zeitweise unterstützte Rémy einige anarchistische Forderungen, inklusive der Verteidigung von Germaine Berton und nahm an dem Versuch von 1927 teil, Sacco und Vanzetti zu retten.
Ein Gründungsmitglied der „Ligue Internationale Contre le Racisme et l’Antisémitisme“ (Internationale Liga gegen Rassismus und Antisemitismus), Bernard Lecache, schrieb ihre Biografie. Séverine verkehrte nicht nur in politischen, sondern auch in Künstlerkreisen. Ihr Porträt von Pierre-Auguste Renoir aus 1885 befinde sich heute in der National Gallery of Art in Washington, DC.
Caroline Rémy starb 1929 in der Residenz für weibliche Journalisten in Pierrefonds im Département Oise in der Picardie. Einige ihrer Arbeiten sind in der Bibliothèque Marguerite-Durand in Paris zu finden.

## Werke (Auswahl)
- L'Insurgé (dt. Die Revolte; auch Der Aufrührer oder Geschichte eines Insurgenten). 3. Teil der Romantrilogie Jacques Vingtras, teils autobiographisch, von Jules Vallès. Fertiggestellt von Caroline Rémy. Paris 1886